# Marumba scotti
Marumba scotti är en fjärilsart som beskrevs av Rothschild 1920. Marumba scotti ingår i släktet Marumba och familjen svärmare. Inga underarter finns listade i Catalogue of Life.